# Historia de la Fuerza Aérea del Perú
La Fuerza Aérea del Perú, a lo largo de su historia, ha sido referente en el subcontinente americano. Acciones que fundamentan esta afirmación serían el hecho que, en 1941, realizó la primera misión aerotransportada en la historia de Latinoamérica, durante la guerra peruano-ecuatoriana, o el hecho de haber sido la primera en América del Sur en volar los primeros aviones supersónicos de combate que llegaron a la región.
En 1956, la Fuerza Aérea del Perú recibió 16 cazas Hawker Hunter de origen británico, con los que se organizó el 14 Escuadrón de Caza Interceptor. Dos años después, en 1958, fueron adquiridos 50 cazas North American F-86 Sabre de origen estadounidense.
En 1968, fue la primera en operar cazas supersónicos franceses en América del Sur, con 16 Mirage 5. En 1985, fue la tercera en el mundo en operar el Mirage 2000, recibiendo un total de 12 aeronaves. En su momento, el Mirage 2000 fue uno de los cazas más avanzados de Latinoamérica, siendo el segundo caza de cuarta generación que arribó a la región , luego de los F-16 de la entonces Fuerza Aérea Venezolana.
En 1996, fue la primera en Sudamérica en operar misiles BVR con los R-27 sobre los MiG-29, aunque dos años más tarde tendría también capacidad del misil R-77 para 3 aeronaves MiG-29SE. Y cuenta en la actualidad con el Sukhoi Su-25, la aeronave más especializada en CAS de América Latina.

## Historia
El 28 de enero de 1919 nace la Aviación Militar en el Perú, inicialmente en el seno del Ejército. El 9 de diciembre del mismo año se crea la unidad de Hidroaviación de la Marina de Guerra; debe considerarse que, según la Constitución Política de 1920, las Fuerzas Armadas del Perú estaban constituidas solo por el Ejército y la Armada. Así, ante el creciente avance de la aviación militar mundial a raíz de la Primera Guerra Mundial , el 20 de mayo de 1929 se crea el Cuerpo de Aviación del Perú (CAP) como tercer instituto armado.
El 22 de febrero de 1933 el CAP tuvo su primer bautizo de fuego durante la guerra colombo-peruana combatiendo incluso contra mercenarios alemanes. En 1936 cambia de denominación a Cuerpo Aeronáutico del Perú con las mismas siglas CAP. En 1941 participa activamente en la defensa del país durante la guerra peruano-ecuatoriana, en la cual destaca por sus valerosas acciones el Teniente José Abelardo Quiñones, ascendido póstumamente a capitán y designado como patrono de la Fuerza Aérea y su máximo héroe, durante esta guerra también destacaron por sus osadas acciones el teniente Renan Elías Olivera y el suboficial maestro de segunda Manuel Polo Jiménez, ambos ascendidos al grado inmediato póstumamente. Finalmente en 1950 el CAP vuelve a cambiar de denominación, adquiriendo su actual nombre de Fuerza Aérea del Perú (FAP).

## Acciones Bélicas

### Guerra colombo-peruana 1933
Participaron aeronaves Falcon O-1, Osprey C-14, Junkers F-13 y Hawk II F-11.
Perú poseía bases aéreas en el nororiente, Puca, Barranca y Pantoja, sobre el río Napo, en Itaya, cerca de Iquitos y en la misma Leticia; disponía de dos escuadrones de entrenamiento, uno de reconocimiento, uno de enlace, uno de transporte, uno aeronaval y seis de combate.

### Guerra peruano-ecuatoriana 1941
Participación de aviones caza North American NA-50 "TORITO". La aviación peruana lleva cabo la primera misión aerotransportada exitosa en América. Bombardeo de puntos fortificados en territorio ecuatoriano en las provincias de El Oro y Loja.

### Conflicto del Falso Paquisha 1981
Apoyo aéreo al ejército peruano, bombardeos con helicópteros aviones A-37 y Su-22, misiones de superioridad aérea con Mirage-5P.

### Guerra del Cenepa 1995
Apoyo aéreo al ejército peruano, bombardeos con helicópteros Mi-25, aviones Camberra, A-37 y Su-22. Transporte de tropas con helicópteros Mi-17, aviones de transporte táctico Hércules L-100, An-28 y An32.
En cuanto a perdidas de aeronaves por el lado peruano, comprobadamente, fueron las siguientes:
- 2 aviones supersónicos Su-22 perdidos en acción de armas.
- 1 avión A-37 derribado en combate.
- 1 avión Camberra B (I) Mk.8.

## Operaciones destacadas

### Puente aéreo de Huaraz 1970
El 31 de mayo de 1970, un violento terremoto, asoló la ciudad de Huaraz, en el departamento de Ancash, así mismo quedaron arrasadas las localidades de Yungay - que desapareció bajo un gigantesco alud de barro - Casma y Ranrairca y aisló la zona por tierra, al destruirse los caminos, la Fuerza Aérea despliega un gran puente aéreo entre la base de Lima y Huaraz, llevando ayuda a los damnificados.

### Puente aéreo del norte 1998
Al igual que en 1982-83 el fenómeno de "El Niño" hizo su aparición en costas peruanas. Las lluvias producidas esos años fueron mayores que en 1982-83 y destrozaron la infraestructura nacional a grandes niveles. El 14 de febrero de 1998, un diluvio de 22 horas arrasó la banda norte de la carretera Panamericana y aisló por tierra la estratégica ciudad de Chiclayo al norte del país, por ende toda la zona - unos 3,5 millones de habitantes - quedaron desconectados por tierra del resto del país. A instancias del gobierno de ese entonces la Fuerza Aérea armó un puente aéreo de ayuda a los damnificados, que estuvo en funciones casi por un mes hasta que se reconstruyeron las carreteras y puentes de enlace, de manera provisional a fines de ese año y de manera efectiva un año después.

### Puente aéreo del sur 2001
En junio de 2001 un terremoto de gran magnitud destruyó las ciudades de Arequipa y Moquegua y obligó al presidente en funciones, Dr. Valentín Paniagua, a ordenar el puente aéreo a la aviación para asistir a la población aislada de las zonas altoandinas arrasadas por el sismo.

### Puente aéreo de Pisco 2007
En agosto de 2007 un terremoto afectó las ciudades de Cañete, Chincha, Pisco, Ica, Nazca y Palpa destruyéndolas casi por completo, se tuvieron que utilizar unidades de transporte estratégico como L-100-20 y AN-32 de la FAP para poder completar la ayuda a los damnificados, esto se hizo en estrecha colaboración con organismos de ayuda de agencias humanitarias y gobiernos extranjeros de países amigos como España, Estados Unidos, México, Ecuador, Bolivia, Brasil, Venezuela, Cuba, Alemania, Japón y Chile.

### Terremoto de Haití 2010
El 12 de enero de 2010 un violento terremoto asoló Haití dejando un saldo de más de 250,000 muertos, la Fuerza Aérea del Perú envió a sus aviones de transporte estratégico L-100-20 con ayuda humanitaria para los damnificados y en aviones Boeing 737-200 personal de búsqueda y rescate, también apoyaron con su personal de Cascos Azules acantonadas en el país caribeño.

### Terremoto de Chile 2010
El 27 de febrero de 2010, un terremoto arrasó la zona central de Chile, ante lo cual el gobierno peruano envió un Boeing 737-200 con ayuda para los damnificados; anteriormente, en 2007, el gobierno chileno había tenido un gesto similar cuando el terremoto de 7.7 grados sobre Ica y Pisco.

## Aeronaves históricas

### T-33

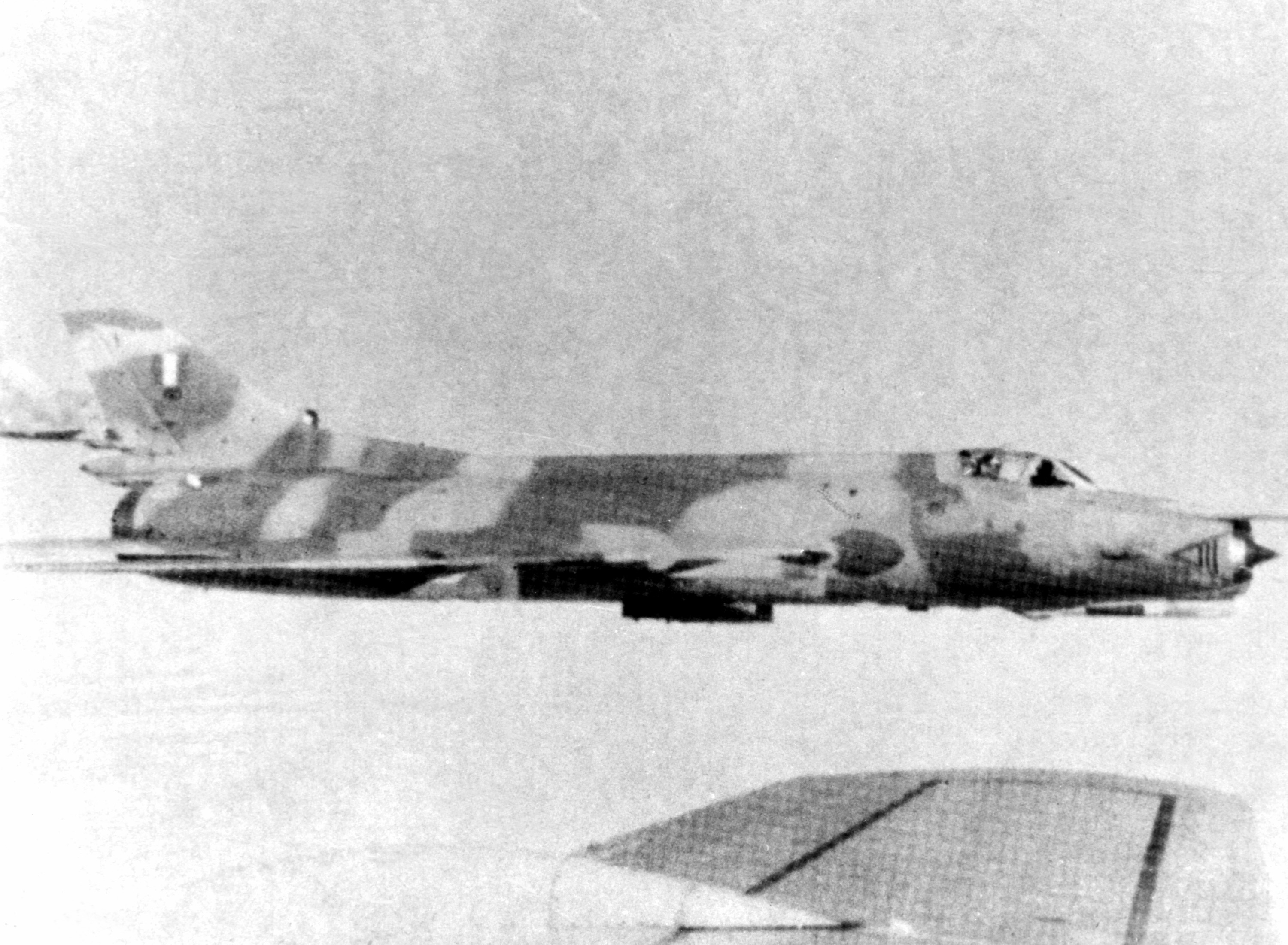
Su-22 Fitter-F FAP - caza interdictor

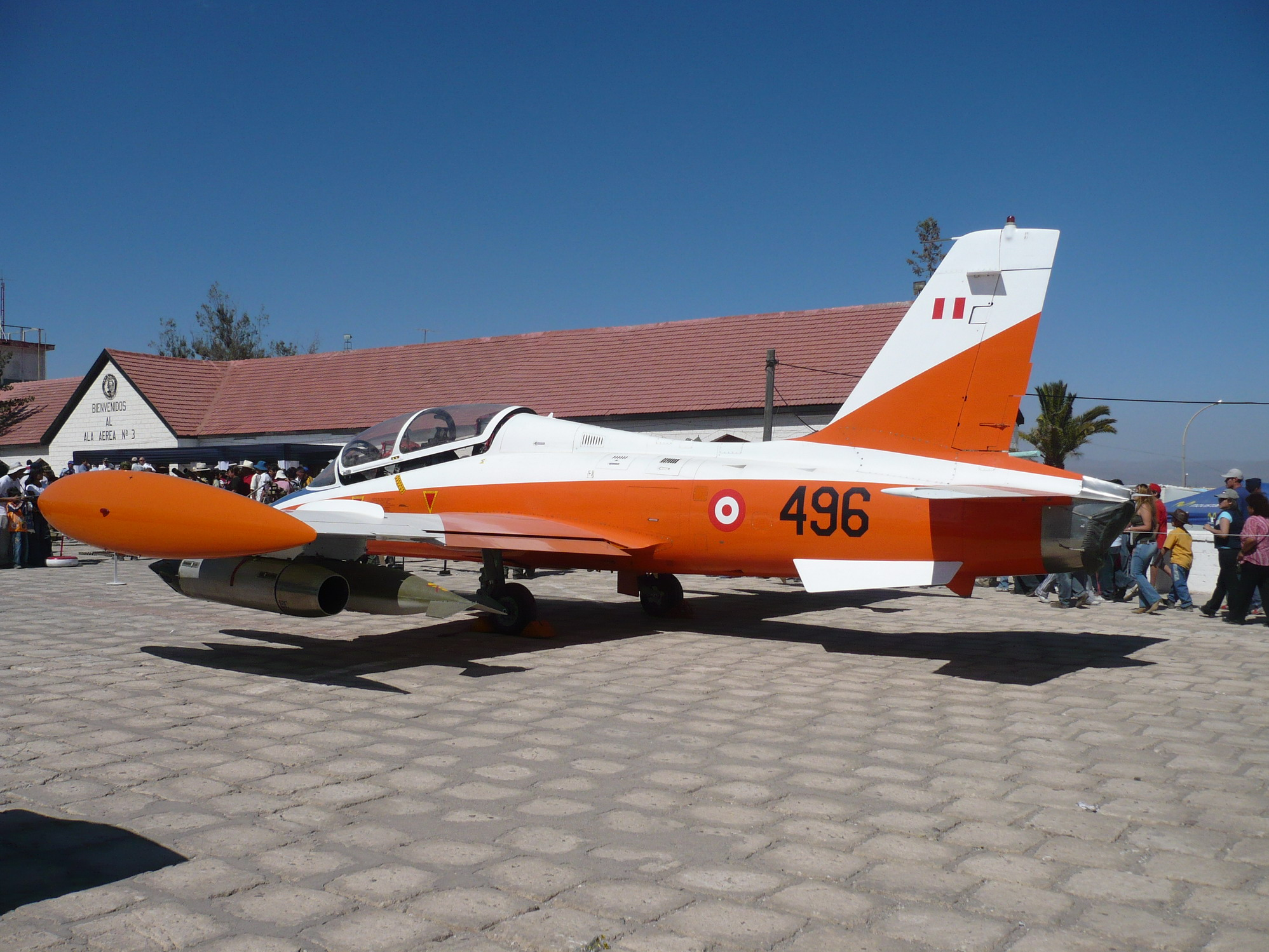
Macchi 339-A FAP - entrenador avanzado

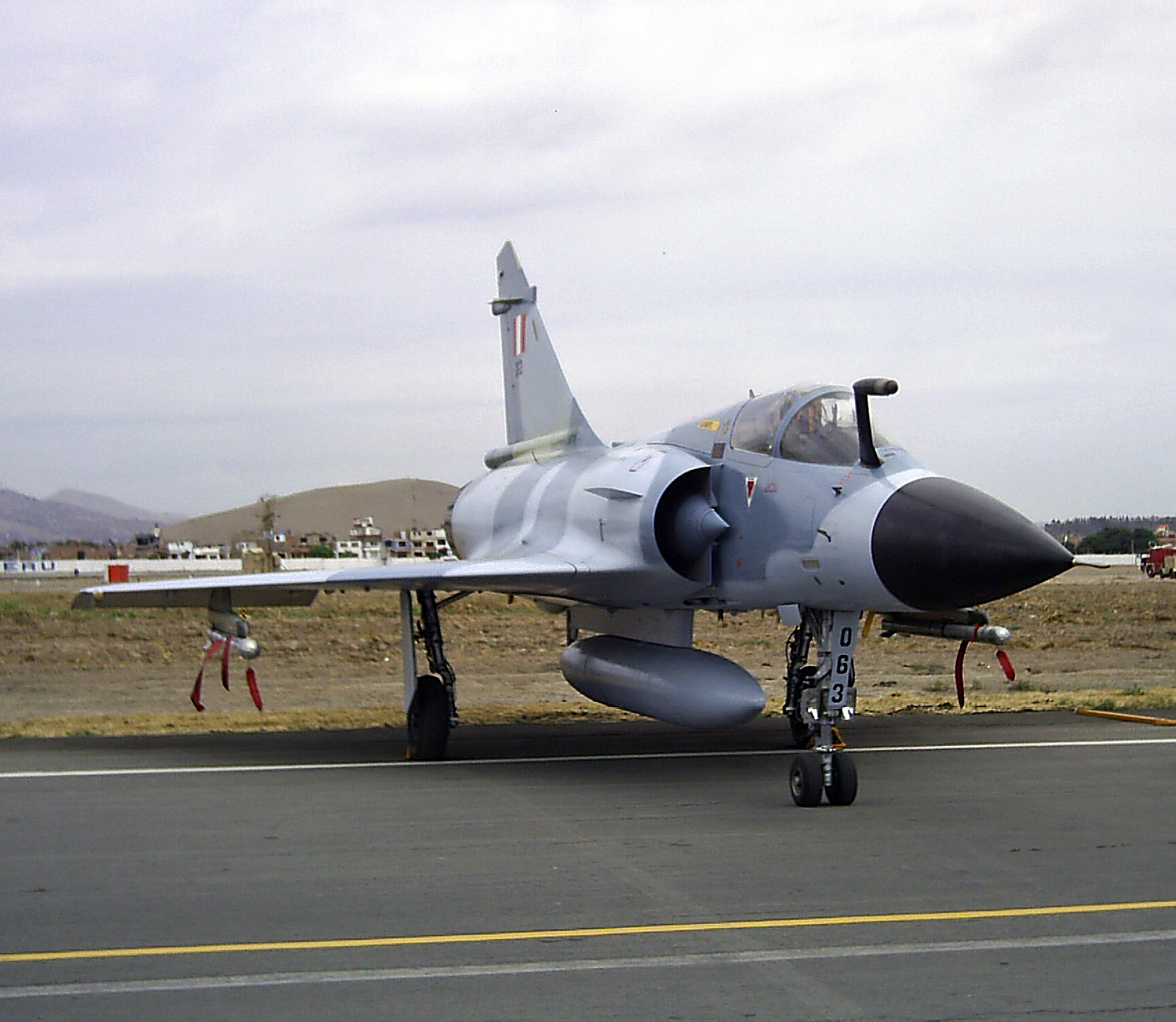
Mirage 2000P FAP - caza interdictor

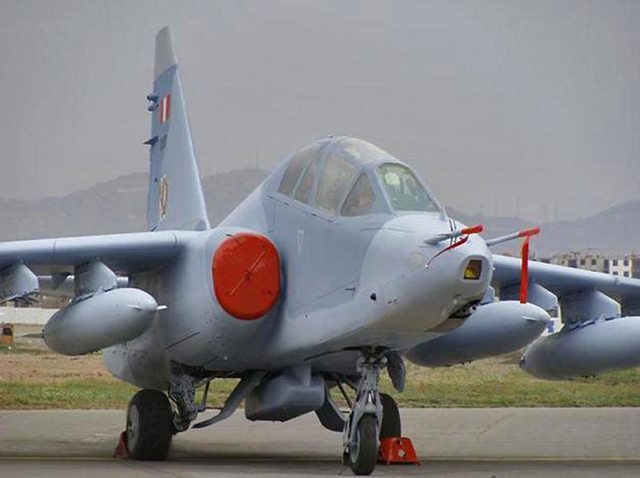
Su-25 FAP - misiones de apoyo aéreo cercano

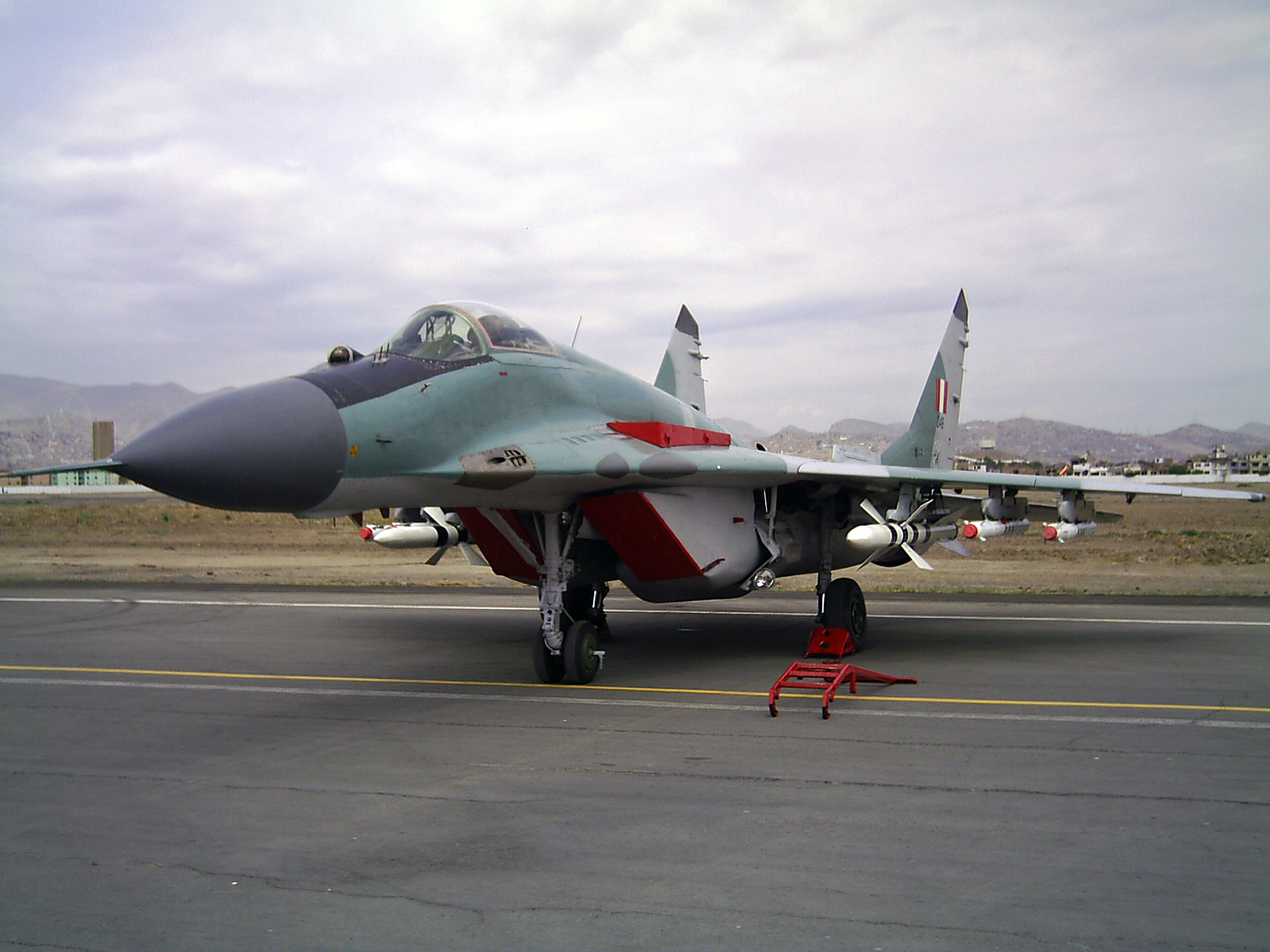
MiG-29 FAP - caza de superioridad aérea

Recibidos en la década de los 50's el primer lote y un segundo lote de once T-33A en 1962 (enlace roto disponible en Internet Archive; véase el historial, la primera versión y la última).

### F-86F Sabre
Se compraron 6 en 1963 (enlace roto disponible en Internet Archive; véase el historial, la primera versión y la última).

### Mirage 5P
Se compraron 16 en 1968, es la primera aeronave supersónica en Sudamérica (enlace roto disponible en Internet Archive; véase el historial, la primera versión y la última).

### Su-22 Fitter-F
Los primeros 32 + 4 llegaron en julio de 1977, y casi de inmediato fueron "upgradeados" con aviónica occidental.
El segundo lote de 16 aparatos Su-22M/UM (con espina dorsal agrandada) se encargó en 1979.
Fueron los primeros aviones con alas de geometría variable en Sudamérica. Ambos lotes venían con capacidad de disparo del AA-2-2 Atoll.

### A-37B Dragonfly
Los primeros comprados en 1974 Archivado el 16 de agosto de 2014 en Wayback Machine.

### Aermacchi MB-339A
Comprados 16 en 1981 (enlace roto disponible en Internet Archive; véase el historial, la primera versión y la última).

### Mirage-2000
Comprados 12, 10 Mirage-2000P y 2 biplazas Mirage-2000DP. Recibidos entre 1986 y 1987.

### Su-25 Frogfoot
Comprados 18 cazas Su-25 en 1996, de ellos 8 eran biplazas Su-25 UB, es considerada la aeronave más especializada en CAS en Latinoamérica. Además, permitió a la FAP ser la pionera en América Latina en el uso de misiles antiradar, a través de los misiles Raduga Kh-58 en los Su-25 UB.

### MiG-29 Fulcrum-C
Fueron entregadas en el año 1996 tras el gobierno de Alberto Fujimori, fueron durante un corto tiempo, el mejor caza de Sudamérica, siendo también los primeros en usar misiles BVR, con los R-27 y R-77.